# HD 10361
HD 10361，又名CP-56 329，SAO 232490、HR 487，是一颗恒星，视星等为5.76，位于銀經289.6，銀緯-59.66，其B1900.0坐标为赤經1h 36m 0.5s，赤緯-56° -59.66′ 8″。